# Osservazione acuta
Osservazione acuta è la trentasettesima storia a fumetti di Valentina, celebre personaggio creato da Guido Crepax. La storia vede il primo incontro tra Effi e Philip, oltre alla scoperta di un nuovo potere di quest'ultimo.

## Trama

### Osservazione acuta
Philip scopre di avere un nuovo potere legato alla vista, riuscendo a percepire dettagli del contesto in cui è stata scattata una foto (ad esempio guardando una foto di Effi, vede che Valentina era nuda mentre la scattava). Questo lo turba e lo porta a dubitare della sua sanità mentale. A Monaco, Effi ha a che fare con un orso telecomandato (come gli animali delle Galápagos in Effi come Darwin). Quando Philip scopre, tramite il suo potere, la canna di un fucile da cecchino in una foto di Effi, capisce che lei è in pericolo.

### Triangolo scaleno
Per allontanarla dal pericolo, Philip e Valentina organizzano un viaggio in Kenya, con il pretesto di un servizio fotografico di Valentina, invitando Effi per compiere studi sugli animali. Effi viene quindi invitata a Milano, dove conosce Philip per la prima volta. Nella riserva di Masai Mara, Effi e Philip entrano in confidenza, mentre Valentina lavora alle sue fotografie.

### Leone in gabbia
Philip, usando il suo potere, salva Effi dall'aggressione di un Masai con un dispositivo elettronico al polso. Successivamente, Philip confessa a Valentina di essere affascinato da Effi. In un villaggio Fulani, Effi viene aggredita di notte da un altro uomo con lo stesso dispositivo al polso, ma si difende da sola uccidendolo. Mentre Effi è lontana, Philip e Valentina si scambiano parole affettuose.

## Personaggi

### Valentina Rosselli
Fotografa milanese, aiuta Philip ad elaborare un piano per proteggere Effi.

### Philip Rembrandt
In questa storia Philip ha un ruolo di primo piano, infatti scopre di avere un nuovo potere grazie al quale riesce a proteggere Effi. In questa occasione conosce per la prima volta la ragazza tedesca, con la quale instaura fin da subito uno stretto legame.

### Effi Lang
Etologa bavarese invischiata in questioni di spionaggio, viene portata in Africa da Philip e Valentina, ma anche qui si trova in situazioni pericolose.

## Pubblicazioni
- Corto Maltese novembre 1989 / febbraio 1990[1][2][3]
- Milano Libri (Valentina - La gazza ladra) giugno 1992
- RCS (Volume 14) 2007
- Mondadori (Volume 13) 2015